# Abu-l-Abbàs an-Nabatí
Abu-l-Abbàs an-Nabatí, també conegut simplement com a an-Nabatí o com a Ibn ar-Rumiyya ('Fill de la cristiana') o encara com a al-Hàfidh ('Qui coneix l'Alcorà i la Tradició de memòria') (Sevilla, entre 1165 i 1172-Sevilla?, 1239 o 1240), va ser un botànic andalusí que aplicà l'observació i l'experimentació directa sobre les plantes.
Va ser professor del seu successor Ibn al-Baytar. Va fer excursions botàniques per la península Ibèrica, el nord d'Àfrica i Egipte, arribant fins a Síria i l'Iraq, i després tornà a l'Àndalus.
Va escriure l'obra Kitab ar-Rihla, que tracta de botànica, detallant entre altres la flora del mar Roig, però que s'ha perdut (només es coneix per les cites que en fa Ibn al-Baytar).
Altres obres seves tracten dels simples de Dioscòrides i un tractat de la composició de les medicines.